# 논산동성초등학교
논산동성초등학교(論山東星初等學校)는 대한민국 충청남도 논산시에 있는 공립 초등학교이다.

## 학교 연혁
- 1955년 5월 16일 논산취암국민학교 개교
- 1956년 4월 1일 논산동성국민학교로 교명 변경
- 1981년 6월 1일 병설유치원 신설
- 1982년 3월 1일 특수학급 설치
- 1996년 3월 1일 논산동성초등학교 교명 변경
- 2009년 12월 22일 인조잔디 운동장 조성 개장
- 2015년 12월 24일 태양광 발전장치 설치

## 참고 문헌
- 논산동성초등학교 - 한국교육학술정보원 학교알리미

## 같이 보기
- 논산동성초등학교 축구단